# Santa Maria dei Miracoli (Venetië)
De Santa Maria dei Miracoli (ook marmeren kerk) is een kerk uit de 15e eeuw gelegen in het sestiere Cannaregio van de Italiaanse stad Venetië. De kerk is opgedragen aan de heilige Maria. De kerk is een voorbeeld van de vroege Venetiaanse renaissancearchitectuur. Architect was Pietro Lombardo. 
De facade is opgebouwd met een fronton in een halve cirkel, veel gekleurd marmer en valse kolommen middels pilasters.